# Estrechos daneses
Los estrechos daneses es el nombre con el que se conocen los tres canales marinos —Gran Belt, Pequeño Belt y estrecho de Øresund— que conectan el mar Báltico, a través de los estrechos de Kattegat y Skagerrak, con el mar del Norte. Dos de ellos discurren entre territorio e islas pertenecientes a Dinamarca y el Øresund, entre la isla danesa de Selandia y la costa de Suecia. No deben ser confundidos con el estrecho de Dinamarca, otro estrecho marino localizado entre las islas de Groenlandia e Islandia.

## Etimología

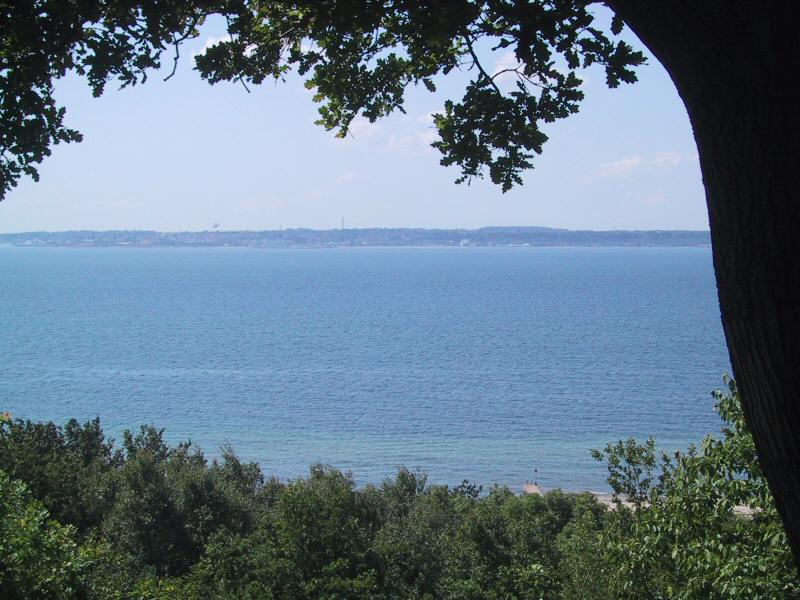
El Øresund visto desde Helsingborg.

La palabra germánica sund, «estrecho marítimo», tiene la misma raíz que el verbo sondern, separar, apartar. En idioma sueco, cualquier estrecho se llama sund, como en alemán. En Noruega, cientos de angostos estrechos que separan las islas y fiordos o la combinación de partes exteriores de fiordos se llaman igual.[cita requerida] Otra explicación deriva sund del antiguo verbo sunt, nadar.[cita requerida] De esta forma un sund sería un estrecho que puede ser atravesado a nado. 
También se ha usado la denominación para nombrar algunos fiordos y bahías en América del Norte (como el Prince William Sound) y en Nueva Zelanda, y en esos casos el sentido geográfico dado en Europa a la palabra se ha perdido.
Por supuesto, la palabra germánica sund no debe ser confundida con la mucho más familiar palabra románica sound («sonido»), que se ha desarrollado a partir del latín sonus.

## Geografía
En realidad, una aproximación más detallada de la zona de los estrechos daneses muestra la existencia de cinco estrechos o canales marinos llamados bælt (en danés, «cinturón»), los únicos en el mundo llamados de ese modo, y de varios estrechos más llamados sund. Una isla localizada en medio de un estrecho lo divide en general en bælt, la parte más amplia, y sund, el más estrecho.
| Estrecho                         | Tramo                                                                                  | Subtramo              | Masas de tierra que separa                                                                 |
| Pequeño Belt                     | Pequeño Belt                                                                           | Tramo norte           | Continente - isla de Fionia                                                                |
| Pequeño Belt                     | Alsenbelt (en alemán, no en danés)                                                     | Tramo sur             | Islas de Als y Fionia                                                                      |
| Pequeño Belt                     | Alssund                                                                                | Variante sur          | Continente - isla de Als                                                                   |
| Gran Belt                        | Gran Belt                                                                              | Tramo norte           | Islas de Fionia y Selandia                                                                 |
| Gran Belt                        | Langelandsbælt (continuación habitual del Gran Belt y del Pequeño Belt)                | Tramo central         | Islas de Langeland y Lolland                                                               |
| Gran Belt                        | Siø Sund                                                                               | Variante central      | Islas de Tåsinge y Langeland (Tåsinge misma está separada de Fionia por el Svendborg Sund) |
| Gran Belt                        | Fehmarnbelt (alemán) / Femerbelt (Platt) / Femernbælt (antigua ortografía: Femer Bælt) | Tramo sur             | Islas de Fehmarn y Lolland                                                                 |
| Gran Belt                        | Fehmarnsund (también Femersund)                                                        | Variante sur          | Continente- isla de Fehmarn                                                                |
| Gran Belt                        | Guldborgsund                                                                           | Alternativa tramo sur | Islas de Lolland y Falster                                                                 |
| Gran Belt                        | Grønsund                                                                               | Alternativa tramo sur | Islas de Falster y Møn                                                                     |
| Gran Belt                        | Storstrømmen                                                                           | Alternativa tramo sur | Islas de Falster y Selandia                                                                |
| Øresund (danés) /Öresund (sueco) | Øresund                                                                                | -                     | Isla de Selandia - Península de Escandinavia                                               |